# Тонкский макак
Тонкский макак (лат. Macaca tonkeana) — вид приматов из семейства мартышковых. Эндемик острова Сулавеси.

## Описание
Окрас шерсти тонкского макака тёмно-серого или чёрного цвета, тело и задние ноги светло-серые. Он отличается от живущего на Сулавеси хохлатого павиана менее выраженными скулами и меньшим хохлом. Хвост — короткий кончик.

## Распространение
Тонкский макак обитает в центральной части и на восточном полуострове Сулавеси. Его среда обитания — это тропические джунгли на средних высотах.
Эти приматы активны днём, живут как на земле, так и на деревьях. Они образуют группы, которые состоят, как и у большинства макак, из нескольких самцов и самок и совместного подрастающего поколения. Питание животных состоит преимущественно из плодов, наряду с этим они питаются также листьями, побегами бамбука и насекомыми. Иногда они совершают набеги на плантации и питаются зерновыми.

## Размножение
О размножении известно мало. Как и у других макак единственный детёныш, вероятно, появляется на свет после пяти—шестимесячного периода беременности. Самки остаются, как правило, всю жизнь в своей группе, в то время как самцы должны покинуть её по достижении половозрелости.

## Угрозы
Из-за разрушения жизненного пространства МСОП причисляет вид к категории незначительно угрожаемых.